# هوپئیت
هوپئیت  (به انگلیسی: Hopeite) با فرمول شیمیایی Zn3[PO4]2.4H2O از مجموعه کانی هاست و دارای شکستگی ناصاف است. نام یک شیمیدان اسکاتلندی T.Ch.Hope است. ZnO:۵۳٫۲۸٪  P2O۵:۳۱٪  U2O:۱۵٫۷۲٪  برای اولین بار در زامبیا کشف شد و از نظر شکل بلور: منشوری - ورقه‌ای - پهن و کوتاه، رنگ: سفید - خاکستری - زرد، شفافیت: شفاف - نیمه شفاف، شکستگی: ناصاف، جلا: شیشه‌ای - صدفی، رخ: خیلی خوب - مطابق با سطح خوب -، سیستم تبلور: ارترومبیک  است  و منشأ تشکیل آن ثانوی - ناحیه اکسیداسیون است.
همایند کانی‌شناسی (پارانژ) آن - وانادینیت- همی مورفیت است
، از نظر ژیزمان مطابق با سطح بلور- اگرگات توده‌ای تقریباََ کمیاب است و بیشتر در آلمان غربی، زامبیا و کانادا یافت می‌شود.

## منبع
- پردیس کشاورزی ایران